# Eintracht Frankfurt 1991-1992
Questa voce raccoglie le informazioni riguardanti il Eintracht Frankfurt nelle competizioni ufficiali della stagione 1991-1992.

## Stagione
Nella stagione 1991-1992 l'Eintracht Francoforte, allenato da Dragoslav Stepanović, concluse il campionato di Bundesliga al 3º posto. In Coppa di Germania l'Eintracht Francoforte fu eliminato al terzo turno dal Karlsruhe. In Coppa UEFA l'Eintracht Francoforte fu eliminato al secondo turno dal Gent.

## Rosa
| N. |                     | Ruolo | Calciatore        |
| -- | ------------------- | ----- | ----------------- |
| 9  | Ghana (bandiera)    | A     | Anthony Yeboah    |
| 17 | Germania (bandiera) | C     | Oliver Bunzenthal |
|    | Germania (bandiera) | P     | Thomas Ernst      |
|    | Germania (bandiera) | P     | Uli Stein         |
|    | Germania (bandiera) | D     | Uwe Bindewald     |
|    | Germania (bandiera) | D     | Manfred Binz      |
|    | Germania (bandiera) | D     | Jochen Kientz     |
|    | Germania (bandiera) | D     | Michael Klein     |
|    | Germania (bandiera) | D     | Dietmar Roth      |
|    | Germania (bandiera) | C     | Uwe Bein          |
|    | Germania (bandiera) | C     | Ralf Falkenmayer  |

| N. |                     | Ruolo | Calciatore     |
| -- | ------------------- | ----- | -------------- |
|    | Germania (bandiera) | C     | Heinz Gründel  |
|    | Germania (bandiera) | C     | Thomas Lasser  |
|    | Germania (bandiera) | C     | Andreas Möller |
|    | Germania (bandiera) | C     | Frank Möller   |
|    | Germania (bandiera) | C     | Stefan Studer  |
|    | Germania (bandiera) | C     | Ralf Weber     |
|    | Germania (bandiera) | C     | Dirk Wolf      |
|    | Norvegia (bandiera) | A     | Jørn Andersen  |
|    | Germania (bandiera) | A     | Axel Kruse     |
|    | Germania (bandiera) | A     | Edgar Schmitt  |
|    | Germania (bandiera) | A     | Lothar Sippel  |

## Organigramma societario
Area tecnica
- Allenatore: Dragoslav Stepanović
- Allenatore in seconda: Ramon Berndroth
- Preparatore dei portieri:
- Preparatori atletici:

## Calciomercato

### Sessione estiva
| Acquisti | Acquisti          | Acquisti           | Acquisti |
| R.       | Nome              | da                 | Modalità |
| -------- | ----------------- | ------------------ | -------- |
| A        | Jørn Andersen     | Fortuna Düsseldorf |          |
| D        | André Köhler      | Erzgebirge Aue     |          |
| C        | Norbert Nachtweih | Cannes             |          |
| A        | Edgar Schmitt     | Eintracht Treviri  |          |

| Cessioni | Cessioni          | Cessioni          | Cessioni |
| R.       | Nome              | a                 | Modalità |
| -------- | ----------------- | ----------------- | -------- |
| C        | Norbert Nachtweih | Waldhof Mannheim  |          |
| D        | André Köhler      | Fortuna Colonia   |          |
| D        | Alexander Conrad  | Rot-Weiß Erfurt   |          |
| C        | Stefan Simon      | Darmstadt         |          |
| A        | Janusz Turowski   | Lokomotive Lipsia |          |
| A        | David Wagner      | Magonza           |          |

### Sessione invernale
| Acquisti | Acquisti     | Acquisti | Acquisti |
| R.       | Nome         | da       | Modalità |
| -------- | ------------ | -------- | -------- |
| C        | Frank Möller | Magonza  |          |

| Cessioni | Cessioni | Cessioni | Cessioni |
| R.       | Nome     | a        | Modalità |
| -------- | -------- | -------- | -------- |

## Risultati

### Bundesliga

#### Girone di andata
| Arbitro: | Föckler |

|              |           |                      |
| Schreier 18’ | Marcatori | 6’ Möller 80’ Sippel |

| Arbitro: | Osmers |

|                                           |           |  |
| Kruse 13’, 80’ Sippel 53’ Möller 56’, 77’ | Marcatori |  |

| Arbitro: | Wiesel |

|                   |           |            |
| Gütschow 40’, 81’ | Marcatori | 27’ Möller |

| Arbitro: | Stenzel |

|                    |           |                 |
| Bein 58’ Kruse 62’ | Marcatori | 44’ (aut.) Roth |

| Arbitro: | Berg |

|                       |           |           |
| Ordenewitz 63’ (rig.) | Marcatori | 36’ Kruse |

| Arbitro: | Assenmacher |

|                             |           |  |
| Kuntz 61’ (aut.) Yeboah 64’ | Marcatori |  |

| Arbitro: | Dardenne |

|                           |           |            |
| Eck 49’ Furtok 53’ (rig.) | Marcatori | 75’ Yeboah |

| Arbitro: | Steinborn |

|                                                            |           |             |
| Sippel 14’, 30’, 75’ Möller 38’ Bein 42’ (rig.) Yeboah 47’ | Marcatori | 50’ Cayasso |

| Arbitro: | Heynemann |

|                          |           |                          |
| Bein 25’ Falkenmayer 34’ | Marcatori | 52’ Brunner 77’ Eckstein |

| Arbitro: | Theobald |

|                              |           |                              |
| Labbadia 34’, 56’ Bender 48’ | Marcatori | 36’, 83’ Andersen 55’ Yeboah |

| Arbitro: | Fröhlich |

|                                 |           |  |
| Weber 21’ Sippel 55’ Möller 71’ | Marcatori |  |

| Arbitro: | Krug |

|             |           |                         |
| Gaudino 45’ | Marcatori | 60’ Andersen 80’ Yeboah |

| Francoforte sul Meno 11 ottobre 1991, ore 20:00 CET 13ª giornata | Eintracht Francoforte | 0 – 0 referto | Borussia M'gladbach | Waldstadion (35 000 spett.)\| Arbitro: \| Albrecht \| |
| Arbitro:                                                         | Albrecht              |               |                     |                                                       |

| Arbitro: | Dellwing |

|                     |           |                                    |
| Sané 59’ Schupp 61’ | Marcatori | 8’, 78’ Bein 46’ Yeboah 51’ Sippel |

| Arbitro: | Ziller |

|  |           |                      |
|  | Marcatori | 13’ (aut.) Bindewald |

| Arbitro: | Mierswa |

|                                          |           |                                                             |
| Nijhuis 16’ Tönnies 53’ (rig.) Woelk 71’ | Marcatori | 11’ Bein 24’ Möller 25’ Andersen 54’, 80’ Sippel 89’ Yeboah |

| Arbitro: | Aust |

|            |           |           |
| Yeboah 82’ | Marcatori | 51’ Reich |

| Arbitro: | Führer |

|            |           |  |
| Allofs 81’ | Marcatori |  |

| Arbitro: | Löwer |

|                      |           |  |
| Weber 46’ Yeboah 48’ | Marcatori |  |

#### Girone di ritorno
| Arbitro: | Merk |

|           |           |             |
| Weber 81’ | Marcatori | 73’ Demandt |

| Arbitro: | Wiesel |

|                        |           |              |
| Anderbrügge 88’ (rig.) | Marcatori | 25’ Andersen |

| Arbitro: | Osmers |

|                                   |           |  |
| Bein 13’ (rig.), 48’ Andersen 26’ | Marcatori |  |

| Bochum 7 febbraio 1992, ore 20:00 CET 23ª giornata | Bochum   | 0 – 0 referto | Eintracht Francoforte | Ruhrstadion (20 000 spett.)\| Arbitro: \| Fröhlich \| |
| Arbitro:                                           | Fröhlich |               |                       |                                                       |

| Arbitro: | Schmidhuber |

|                 |           |                         |
| Falkenmayer 52’ | Marcatori | 1’ Giske 44’ Ordenewitz |

| Arbitro: | Harder |

|           |           |              |
| Vogel 79’ | Marcatori | 24’ Andersen |

| Arbitro: | Prengel |

|                         |           |          |
| Möller 13’ Andersen 59’ | Marcatori | 67’ Waas |

| Arbitro: | Aust |

|  |           |                       |
|  | Marcatori | 56’ Möller 90’ Sippel |

| Arbitro: | Stenzel |

|            |           |                                  |
| Zárate 44’ | Marcatori | 46’ Yeboah 50’ Andersen 90’ Roth |

| Arbitro: | Krug |

|                                |           |                       |
| Yeboah 25’ Möller 48’ Roth 63’ | Marcatori | 38’ Labbadia 69’ Thon |

| Arbitro: | Ziller |

|                       |           |                           |
| Zorc 10’ Poschner 51’ | Marcatori | 3’ Yeboah 55’ Falkenmayer |

| Arbitro: | Dellwing |

|            |           |           |
| Sippel 58’ | Marcatori | 45’ Kastl |

| Arbitro: | Strampe |

|            |           |            |
| Criens 42’ | Marcatori | 62’ Sippel |

| Arbitro: | Föckler |

|          |           |                |
| Binz 15’ | Marcatori | 83’ Tschiskale |

| Arbitro: | Berg |

|              |           |                                      |
| Jorginho 89’ | Marcatori | 24’ Möller 69’ Weber 78’ Falkenmayer |

| Arbitro: | Gläser |

|                            |           |  |
| Sippel 82’, 85’ Yeboah 87’ | Marcatori |  |

| Arbitro: | Osmers |

|  |           |                        |
|  | Marcatori | 16’ Yeboah 66’ Gründel |

| Arbitro: | Löwer |

|                       |           |                      |
| Möller 21’ Yeboah 82’ | Marcatori | 77’ Rufer 79’ Allofs |

| Arbitro: | Berg |

|                    |           |           |
| Dowe 63’ Böger 90’ | Marcatori | 66’ Kruse |

### Coppa di Germania
| Arbitro: | Best |

|              |           |                                                  |
| Westphal 77’ | Marcatori | 2’ Klein 8’, 38’ Kruse 12’, 56’, 66’ (rig.) Bein |

| Arbitro: | Führer |

|  |           |              |
|  | Marcatori | 79’ Harforth |

### Coppa UEFA
| Arbitro: | Agius |

|                                                     |           |            |
| Möller 9’, 36’ Bein 14’ Gründel 32’ Yeboah 46’, 54’ | Marcatori | 39’ Rigaud |

| Arbitro: | Olsen |

|  |           |                                               |
|  | Marcatori | 33’, 59’ Kruse 44’ Weber 71’ Schmitt 90’ Bein |

| Gand 23 ottobre 1991, ore CET Secondo turno | Gent   | 0 – 0 referto | Eintracht Francoforte | Jules Ottenstadion (8 000 spett.)\| Arbitro: \| Loizou \| |
| Arbitro:                                    | Loizou |               |                       |                                                           |

| Arbitro: | Delmer |

|  |           |                 |
|  | Marcatori | 35’ Vandenbergh |

## Statistiche

### Statistiche di squadra
| Competizione      | Punti | In casa | In casa | In casa | In casa | In casa | In casa | In trasferta | In trasferta | In trasferta | In trasferta | In trasferta | In trasferta | Totale | Totale | Totale | Totale | Totale | Totale | DR  |
| Competizione      | Punti | G       | V       | N       | P       | Gf      | Gs      | G            | V            | N            | P            | Gf           | Gs           | G      | V      | N      | P      | Gf     | Gs     | DR  |
| ----------------- | ----- | ------- | ------- | ------- | ------- | ------- | ------- | ------------ | ------------ | ------------ | ------------ | ------------ | ------------ | ------ | ------ | ------ | ------ | ------ | ------ | --- |
| Bundesliga        | 50    | 19      | 10      | 7       | 2       | 40      | 16      | 19           | 8            | 7            | 4            | 36           | 25           | 38     | 18     | 14     | 6      | 76     | 41     | +35 |
| Coppa di Germania | -     | 1       | 0       | 0       | 1       | 0       | 1       | 1            | 1            | 0            | 0            | 6            | 1            | 2      | 1      | 0      | 1      | 6      | 2      | +4  |
| Coppa UEFA        | -     | 2       | 1       | 0       | 1       | 6       | 2       | 2            | 1            | 1            | 0            | 5            | 0            | 4      | 2      | 1      | 1      | 11     | 2      | +9  |
| Totale            | 50    | 22      | 11      | 7       | 4       | 46      | 19      | 22           | 10           | 8            | 4            | 47           | 26           | 44     | 21     | 15     | 8      | 93     | 45     | +48 |

### Andamento in campionato
| Giornata  | 1 | 2 | 3 | 4 | 5 | 6 | 7 | 8 | 9 | 10 | 11 | 12 | 13 | 14 | 15 | 16 | 17 | 18 | 19 | 20 | 21 | 22 | 23 | 24 | 25 | 26 | 27 | 28 | 29 | 30 | 31 | 32 | 33 | 34 | 35 | 36 | 37 | 38 |
| --------- | - | - | - | - | - | - | - | - | - | -- | -- | -- | -- | -- | -- | -- | -- | -- | -- | -- | -- | -- | -- | -- | -- | -- | -- | -- | -- | -- | -- | -- | -- | -- | -- | -- | -- | -- |
| Luogo     | T | C | T | C | T | C | T | C | C | T  | C  | T  | C  | T  | C  | T  | C  | T  | C  | C  | T  | C  | T  | C  | T  | C  | T  | T  | C  | T  | C  | T  | C  | T  | C  | T  | C  | T  |
| Risultato | V | V | P | V | N | V | P | V | N | N  | V  | V  | N  | V  | P  | V  | N  | P  | V  | N  | N  | V  | N  | P  | N  | V  | V  | V  | V  | N  | N  | N  | N  | V  | V  | V  | N  | P  |
| Posizione | 3 | 1 | 3 | 2 | 2 | 1 | 2 | 1 | 1 | 2  | 1  | 1  | 1  | 1  | 1  | 1  | 1  | 1  | 1  | 1  | 2  | 2  | 2  | 3  | 4  | 2  | 2  | 2  | 2  | 2  | 1  | 3  | 2  | 1  | 1  | 1  | 1  | 3  |

Legenda:

Luogo: C = Casa; T = Trasferta. Risultato: V = Vittoria; N = Pareggio; P = Sconfitta.

### Statistiche dei giocatori
| Giocatore      | Bundesliga | Bundesliga | Bundesliga  | Bundesliga | Coppa di Germania | Coppa di Germania | Coppa di Germania | Coppa di Germania | Coppa UEFA | Coppa UEFA | Coppa UEFA  | Coppa UEFA | Totale   | Totale | Totale      | Totale     |
| Giocatore      | Presenze   | Reti       | Ammonizioni | Espulsioni | Presenze          | Reti              | Ammonizioni       | Espulsioni        | Presenze   | Reti       | Ammonizioni | Espulsioni | Presenze | Reti   | Ammonizioni | Espulsioni |
| -------------- | ---------- | ---------- | ----------- | ---------- | ----------------- | ----------------- | ----------------- | ----------------- | ---------- | ---------- | ----------- | ---------- | -------- | ------ | ----------- | ---------- |
| J. Andersen    | 26         | 9          | 0           | 0          | 0                 | 0                 | 0                 | 0                 | 0          | 0          | 0           | 0          | 26       | 9      | 0           | 0          |
| U. Bein        | 34         | 8          | 7           | 0          | 2                 | 3                 | 0                 | 0                 | 4          | 2          | 1           | 0          | 40       | 13     | 8           | 0          |
| U. Bindewald   | 36         | 0          | 3           | 0          | 2                 | 0                 | 0                 | 0                 | 4          | 0          | 0           | 0          | 42       | 0      | 3           | 0          |
| M. Binz        | 38         | 1          | 2           | 0          | 2                 | 0                 | 1                 | 0                 | 4          | 0          | 0           | 0          | 44       | 1      | 3           | 0          |
| O. Bunzenthal  | 0          | 0          | 0           | 0          | 0                 | 0                 | 0                 | 0                 | 0          | 0          | 0           | 0          | 0        | 0      | 0           | 0          |
| T. Ernst       | 0          | 0          | 0           | 0          | 0                 | 0                 | 0                 | 0                 | 0          | 0          | 0           | 0          | 0        | 0      | 0           | 0          |
| R. Falkenmayer | 33         | 4          | 3           | 0          | 2                 | 0                 | 0                 | 0                 | 3          | 0          | 0           | 0          | 38       | 4      | 3           | 0          |
| H. Gründel     | 14         | 1          | 3           | 0          | 1                 | 0                 | 0                 | 0                 | 2          | 1          | 0           | 0          | 17       | 2      | 3           | 0          |
| J. Kientz      | 0          | 0          | 0           | 0          | 0                 | 0                 | 0                 | 0                 | 0          | 0          | 0           | 0          | 0        | 0      | 0           | 0          |
| M. Klein       | 16         | 0          | 0           | 0          | 1                 | 1                 | 0                 | 0                 | 1          | 0          | 1           | 0          | 18       | 1      | 1           | 0          |
| A. Kruse       | 14         | 5          | 1           | 0          | 2                 | 2                 | 0                 | 0                 | 2          | 2          | 0           | 0          | 18       | 9      | 1           | 0          |
| A. Köhler      | 4          | 0          | 0           | 0          | 0                 | 0                 | 0                 | 0                 | 1          | 0          | 0           | 0          | 5        | 0      | 0           | 0          |
| T. Lasser      | 6          | 0          | 1           | 0          | 2                 | 0                 | 1                 | 0                 | 3          | 0          | 0           | 0          | 11       | 0      | 2           | 0          |
| A. Möller      | 37         | 12         | 3           | 0          | 2                 | 0                 | 0                 | 0                 | 4          | 2          | 1           | 0          | 43       | 14     | 4           | 0          |
| F. Möller      | 13         | 0          | 1           | 0          | 0                 | 0                 | 0                 | 0                 | 0          | 0          | 0           | 0          | 13       | 0      | 1           | 0          |
| N. Nachtweih   | 3          | 0          | 0           | 0          | 1                 | 0                 | 0                 | 0                 | 2          | 0          | 0           | 0          | 6        | 0      | 0           | 0          |
| D. Roth        | 35         | 2          | 6           | 0          | 2                 | 0                 | 0                 | 0                 | 1          | 0          | 0           | 0          | 38       | 2      | 6           | 0          |
| E. Schmitt     | 7          | 0          | 1           | 0          | 1                 | 0                 | 0                 | 0                 | 3          | 1          | 0           | 0          | 11       | 1      | 1           | 0          |
| L. Sippel      | 32         | 14         | 3           | 0          | 0                 | 0                 | 0                 | 0                 | 3          | 0          | 0           | 0          | 35       | 14     | 3           | 0          |
| U. Stein       | 38         | 0          | 0           | 0          | 2                 | 0                 | 0                 | 0                 | 4          | 0          | 1           | 0          | 44       | 0      | 1           | 0          |
| S. Studer      | 18         | 0          | 2           | 0          | 1                 | 0                 | 0                 | 0                 | 3          | 0          | 0           | 0          | 22       | 0      | 2           | 0          |
| R. Weber       | 34         | 4          | 5           | 0          | 2                 | 0                 | 0                 | 0                 | 4          | 1          | 0           | 0          | 40       | 5      | 5           | 0          |
| D. Wolf        | 9          | 0          | 1           | 0          | 0                 | 0                 | 0                 | 0                 | 0          | 0          | 0           | 0          | 9        | 0      | 1           | 0          |
| T. Yeboah      | 34         | 15         | 2           | 0          | 1                 | 0                 | 0                 | 0                 | 3          | 2          | 0           | 0          | 38       | 17     | 2           | 0          |